# Marsha Fitzalan
Marsha Fitzalan, nome completo Marcia Mary Josephine Fitzalan-Howard (Bonn, 10 marzo 1953), è un'attrice britannica.

## Biografia
Nata in Germania, è figlia del nobile britannico Miles Stapleton-Fitzalan-Howard, XVII duca di Norfolk e di sua moglie Anne Constable-Maxwell. Nel 1975 suo padre è diventato Duca di Norfolk e quindi lei è diventata Lady.
La sua carriera di attrice è iniziata nel 1975 quando è apparsa in un episodio della serie televisiva Su e giù per le scale.
Nel 1977 si è sposata con l'attore inglese Patrick Ryecart, da cui ha avuto tre figli. La coppia ha divorziato nel 1995.
Si è sposata una seconda volta nel 2007, con Nicholas George.

## Filmografia parziale

### Cinema
- Una corsa sul prato (International Velvet), regia di Bryan Forbes (1978)
- Il matrimonio di Lady Brenda (A Handful of Dust), regia di Charles Sturridge (1988)
- Un marito ideale (An Ideal Husband), regia di Oliver Parker (1999)
- Il figlio perduto (The Lost Son), regia di Chris Menges (1999)
- L'importanza di chiamarsi Ernest (The Importance of Being Earnest), regia di Oliver Parker (2002)
- La diva Julia - Being Julia (Being Julia), regia di István Szabó (2004)

### Televisione
- Dick Barton - Agente speciale (Special Agent) – serie TV, 7 episodi (1979)
- Angels – serie TV, 5 episodi (1975-1981)
- Anna Karenina – film TV (1985)
- Paradise Postponed – miniserie TV, 5 episodi (1986)
- Spymaker: la vita segreta di Ian Fleming (The Secret Life of Ian Fleming) – film TV (1990)
- The New Statesman – serie TV, 21 episodi (1987-1992)
- L'ispettore Barnaby (Midsomer Murders) – serie TV, episodio 3x03 (2000)
- Poirot (Agatha Christie's Poirot) – serie TV, episodio 8x01 (2001)
- Solstizio d'inverno (Winter Solstice) – film TV (2003)